# Advanced Mobile Location
Advanced Mobile Location (AML) — это метод определения местоположения абонента, совершившего вызов службы спасения по единому номеру экстренных оперативных служб (112 или 911).
Разработан в Великобритании компаниями British Telecom, EE Limited и HTC в качестве решения проблемы определения местонахождения вызывающего абонента в чрезвычайных ситуациях. Когда абонент вызывает экстренные службы с помощью смартфона, на котором включен AML, телефон автоматически активирует все свои службы определения местоположения, чтобы как можно точнее определить свои координаты, и отправляет эту информацию в службу экстренной помощи посредством SMS. В качестве служб определения местоположения выступают, как правило, GPS и WiFi, а телефонный номер спасательных служб на территории Европейского Сообщества, как и на территории РФ — это 112. Метод AML позиционируется, как альтернатива классическим методам определения местоположения вызывающего абонента, основанным на привязке к ближайшим вышкам сотовой связи, поскольку его точность до 4000 раз лучше. Однако применим он только для смартфонов, оборудованных модулями GPS и/или WiFi.
AML может быть реализован как на аппаратном уровне (производителем смартфона), так и на уровне операционной системы (разработчиком ОС). Принципиально, что это не приложение, и процесс передачи координат осуществляется без какого-либо участия владельца смартфона. Как правило, в папке "Отправленные" такие SMS  тоже не отражаются.
Среди производителей, реализовавших AML в своих смартфонах: HTC, Sony, Alcatel и Samsung.
Google включает AML в свою операционную систему Android, начиная с версии 6.0 и называет его Emergency Location Service (ELS).. Apple объявила, что начнет поддерживать AML с версии iOS 11.3.
Помимо реализации AML в смартфоне, для его использования необходима поддержка метода со стороны операторов мобильной (сотовой) связи. В России такого решения пока не принято. В мире AML развернута в Великобритании, Австрии, Эстонии, Литве, Бельгии, Исландии, Финляндии, Ирландии и Новой Зеландии. Кроме того, около 10 стран Европы тестируют AML с целью его развертывания к концу 2017 года.